# Mirosław Polakow
Mirosław Polakow (ur. 3 listopada 1967 r. w Nowej Wsi) – polski żołnierz, generał dywizji, kawaler Orderu Krzyża Wojskowego, dyplomowany oficer Wojsk Lądowych, dowódca Polsko-Litewskiego Batalionu Sił Pokojowych, dowódca zgrupowania bojowego Polskiego Kontyngentu Wojskowego W Islamskiej Republice Afganistanu, od 1 czerwca 2021 roku szef pionu – zastępca szefa sztabu ds. wsparcia w Dowództwie Operacyjnym Rodzajów Sił Zbrojnych.

## Wykształcenie
Mirosław Polakow jest absolwentem Wyższej Szkoły Oficerskiej Wojsk Zmechanizowanych we Wrocławiu (1991). Studiował także na Akademii Obrony Narodowej oraz Akademii Podlaskiej w Siedlcach. Studia podyplomowe i generalskie ukończył w Akademii Sztuki Wojennej: podyplomowe studia operacyjno-strategiczne (2011), podyplomowe studia polityki obronnej (2020).

## Przebieg służby wojskowej
Karierę rozpoczął w 1991 roku jako dowódca plutonu w Centrum Szkolenia Specjalistów Wojsk Rakietowych. Następnie pełnił funkcję dowódcy plutonu w 2 Batalionie Piechoty Górskiej, a potem dowódcy kompanii w tym samym batalionie. W latach 1996–1998 pracował jako oficer operacyjny w 2 Batalionie Piechoty Górskiej. Pełnił też rolę specjalisty w Wydziale Szkoleń i Ćwiczeń w Dowództwie Wojsk Lądowych.
W 2003 roku pełnił funkcję szefa sztabu polsko-ukraińskiego batalionu Polskiego Kontyngentu Wojskowego w Kosowie KFOR. W latach 2006–2008 dowodził Polsko-Litewskim Batalionem Sił Pokojowych. Natomiast w okresie 2008-2009 został dowódcą zgrupowania bojowego Polskiego Kontyngentu Wojskowego w Islamskiej Republice Afganistanu. Następnie, w latach 2010-2011, objął stanowisko szefa Wydziału Szkolenia Ogólnowojskowego w Dowództwie Wojsk Lądowych.
W latach 2011–2013 pełnił funkcję szefa Oddziału Działań Bieżących w Dowództwie Operacyjnym Sił Zbrojnych. Od 2013 do 2016 roku był szefem Oddziału - dyrektorem programowym ds. innowacji i rozwoju scenariuszy ćwiczeń w JWC Stavanger (ang. Joint Warfare Centre).
W okresie 2016–2017 pełnił funkcję zastępcy szefa Zarządu Planowania J5 w Dowództwo Operacyjne Rodzajów Sił Zbrojnych. Następnie, od 2017 do 2021 roku, pracował jako szef Zarządu Operacyjnego J3 w tym samym dowództwie. Od 2021 roku jest szefem pionu-zastępcą szefa sztabu ds. wsparcia w Dowództwie Operacyjne Rodzajów Sił Zbrojnych.

## Awanse
- podporucznik – 1991[2]
- porucznik – 1995[3]
- kapitan – 1999[4]
- major – 2003[5]
- podpułkownik – 2006[6]
- pułkownik – 2011[7]
- generał brygady – 2022[8]
- generał dywizji – 2025[9]

## Odznaczenia i medale
- Krzyż Komandorski Orderu Krzyża Wojskowego[10]
- Wojskowy Krzyż Zasługi[11]
- Gwiazda Afganistanu[12]
- Odznaka Honorowa Wojsk Lądowych[13]
- Złoty Medal „Za Zasługi dla Obronności Kraju”[14]
- Złoty Medal „Siły Zbrojne w Służbie Ojczyzny”[15]
- Srebrny Medal za Długoletnią Służbę[16]
- Kordzik Honorowy Sił Zbrojnych RP (Wojsk Lądowych)[17]
- Odznaka tytułu honorowego Zasłużony Żołnierz RP - III stopnia[18]
- Odznaka tytułu honorowego Zasłużony Żołnierz RP - II stopnia[19]
- Medal Stulecia Odzyskanej Niepodległości[20]
- Krzyż XXX-lecia Ordynariatu Polowego[21]
- Srebrny Medal za Zasługi dla Straży Granicznej[22]
- Odznaka Pamiątkowa Dowództwa Operacyjnego Rodzajów Sił Zbrojnych[23]
- Odznaka Pamiątkowa Szwadronu Honorowego Trzeciego Pułku Szwoleżerów Mazowieckich im. płk. J.H. Kozietulskiego[24]
- Odznaka Pamiątkowa Joint Warfare Centre
- Buzdygan Honorowy[25]
- Odznaka Skoczka Spadochronowego Wojsk Powietrznodesantowych